# Lapikus
Lapikus ist die Ruine einer Höhenburg in Tschechien. Die Reste der Burg liegen zwei Kilometer nordwestlich von Plaveč im Okres Znojmo.

## Geographie
Die Ruine befindet sich rechtsseitig des Baches Plenkovický potok auf einem bewaldeten Felssporn über einer Bachschleife in der Jevišovická pahorkatina (Jaispitzer Hügelland). Die nähere Umgebung ist als Naturdenkmal Lapikus geschützt.
Umliegende Ortschaften sind Šmidlův Mlýn im Norden, Rudlice im Nordosten, Němčičky und Culpovec im Osten, Plaveč im Südosten, Únanov im Süden, Hluboké Mašůvky im Südwesten, Bábovec im Westen und Bojanovice im Nordwesten.

## Geschichte
Die Burg Hrádek wurde wahrscheinlich zum Ende des 14. Jahrhunderts errichtet. Im Jahre 1381 wurde sie als Sitz des Boček von Plaveč erwähnt; ihm folgte sein Bruder Mikeš. Nachdem beide Brüder ohne männliche Nachkommen verstorben waren, erwarb Johann Weitmühler von Žerotice zu Beginn des 15. Jahrhunderts die Burg. Als 1411 Gebl und Stephan von Hrušovany vor dem Landesgericht Beschwerde gegen Johann Weitmühler wegen unrechtmäßigem Besitzes der Burg und zugehörigen Güter führten, wurde sie erstmals unter dem Namen Lapikus erwähnt.
Die Burg wurde wahrscheinlich in der zweiten Hälfte des 15. Jahrhunderts während des Böhmisch-Ungarischen Krieges zerstört und danach aufgegeben. Als Wenzel Weitmühler von Zerotitz 1508 seine Hälfte der Feste Zerotitz dem Johann Weitmühler von Zerotitz landtäflig versicherte, wurde die zugehörige Burg Lapikus als wüst bezeichnet. 1511 trat Johann Weitmühler den Besitz an Heinrich Lechvický von Zástřizl ab. Die letzte urkundliche Erwähnung der wüsten Burg erfolgte 1620 im Jaispitzer Urbar.

## Anlage
Die Burg wurde auf einem im Westen und Norden vom Plenkovický potok umflossenen Felssporn errichtet. 
Erhalten sind Grundmauern der Mantelmauer sowie der Mauertorso eines Turmes und eines Gebäudes an der Nordseite. Das Burggelände ist mit Trümmern des Turmes und des Palas bedeckt. Die Ruine ist seit 1973 als Kulturdenkmal geschützt.